# 盛岡市立下橋中学校
盛岡市立下橋中学校（もりおかしりつしものはしちゅうがっこう）は、岩手県盛岡市馬場町にある公立中学校。
県内で一番長い歴史を持つ学校であり、「下中（しもちゅう）」の通称で呼ばれている。
校庭に石川啄木の歌碑（「その昔　小学校の柾屋根に我が投げし鞠　いかになりけむ」）がある。啄木の2年上級で少年時代より晩年まで親交が厚く、堅い友情で結ばれていた金田一京助が啄木の歌を後年書いたもので、1977年（昭和52年）秋、旧職員有志により建立された。

## 沿革
- 1887年（明治20年） - 南岩手郡岩手高等小学校として創立、仁王村下橋際の葆光社を借用し校舎とする。
- 1888年（明治21年） - 9月、現在地に校舎新築。森有礼文部大臣の臨席を得て開校式を挙げる。10月12日を開校記念日と定める。
- 1889年（明治22年） - 盛岡高等小学校と改称し、城南小学校仙北分教場とする。
- 1908年（明治41年） - 全国少年野球大会で優勝。
- 1927年（昭和2年） - 盛岡高等小学校と改称。
- 1940年（昭和15年） - 盛岡国民学校と改称。
- 1946年（昭和21年） - 盛岡市立下橋中学校と改称。（生徒数1725名）
- 1950年（昭和25年） - 校歌を制定。
- 1952年（昭和27年） - 日本赤十字社（JRC）加盟。
- 1953年（昭和28年） - 特殊学級（精薄）開設。
- 1956年（昭和31年） - 創立70周年。講堂改修工事竣工。道施設、蛍光燈を記念協賛会より寄贈される。（生徒数1611名）
- 1966年（昭和41年） - 創立80周年。（生徒789名）
- 1975年（昭和50年） - 新屋内体育館落成、旧体育館解体。（女子たまり）
- 1975年（昭和50年） - 特別学級（きこえの教室）開設。
- 1976年（昭和51年） - 創立90周年。（生徒543名）
- 1980年（昭和55年） - 柔剣道場「琢新館」落成式を挙行する。
- 1980年（昭和55年） - 下橋中学校地区生徒会結成。
- 1983年（昭和58年） - 特殊学級（情緒障害）開設。
- 1983年（昭和58年） - 岩手県教育表彰（学校教育部門小中関連指導）。
- 1985年（昭和60年） - 全国新聞コンクールで毎日中学生新聞賞を受賞。
- 1985年（昭和60年） - 県下学校新聞コンクール最優秀賞を受賞（2年連続）。
- 1985年（昭和60年） - 第1回立志式を挙行する（2年生対象）。
- 1986年（昭和61年） - 創立100周年。タイムカプセルを制作（2007年に開封）。（生徒数529名）
- 1987年（昭和62年） - 「父母と教師の会」文部大臣表彰。
- 1992年（平成4年） - 日本赤十字社金色有功章を受章。
- 1992年（平成4年） - 「よい歯の教育表彰」最優秀校に選ばれる。
- 1993年（平成5年） - 「中学校体力向上事業優秀校」県教委表彰。
- 1994年（平成6年） - 科学部が「県学生科学賞」を受賞。
- 1994年（平成6年） - コンピューター室，教育相談室を設置する。
- 1996年（平成8年） - 「森は海の恋人」体験学習スタート。
- 1999年（平成11年） - 創立110周年。（生徒数301名）
- 1999年（平成11年） - 生徒会エコ委員会発足。
- 2002年（平成14年） - 新プール完成。
- 2002年（平成14年） - 日本赤十字社から表彰状を受賞。
- 2002年（平成14年） - 岩手県中学校文化連盟が発足、事務所を本校に置く。
- 2002年（平成14年） - 「小さな親切運動実行賞」を受賞。
- 2002年（平成14年） - 日本赤十字社から感謝状を受賞。
- 2003年（平成15年） - いわてユネスコ科学賞を受賞。
- 2004年（平成16年） - ブルデンシャル・ボランティア最高賞を受賞。米国ボランティア親善大使に選ばれる。
- 2004年（平成16年） - 「コカ・コーラ環境教育賞」を受賞。
- 2004年（平成16年） - 「平成16年度環境保全功労者知事感謝状」を受賞。
- 2005年（平成17年） - 「盛岡市教育委員会児童生徒表彰努力の部」を受賞。
- 2005年（平成17年） - 「岩手県第2回環境アイディアコンクール最優秀賞」を受賞。
- 2010年（平成22年） - 下橋中学校教育振興委員会発足。
- 2011年（平成23年） - 全国中学校総合文化祭岩手大会のホスト校となり、大会を運営する。

## 学校

### 行事
- 4月 - 紹介式、始業式、入学式、諸検査・検診、JRC入会式、生徒会入会式、市内一周継走、PTA総会、生徒総会
- 5月 - 生徒祭「体育の日」、写生会、中間テスト
- 6月 - 初夏の連合音楽会、市特別支援合同運動会、市中総体、期末テスト
- 7月 - 1年SHEL道場、2年職場訪問、3年森は海の恋人体験学習、県中総体、期末面談、終業式
- 8月 - 始業式、校内弁論大会
- 9月 - 市中陸上、市中駅伝、市中新人大会、中間テスト、生徒会役員選挙立合演説会
- 10月 - 生徒祭「学芸の日」、学習定着度状況調査、校内ロード、開校記念、県中新人大会（前期）、生徒総会、2年修学旅行
- 11月 - 秋の連合音楽会、地区中文連、県中新人大会（後期）、期末テスト
- 12月 - 市特別支援合同学習発表会、生徒祭「創作の日」、期末面談、終業式
- 1月 - 始業式
- 2月 - 立志式、市特別支援合同スキー学習、期末テスト、3年生を送る会
- 3月 - 1・2年期末面談、高校入試、修了式、卒業式、離任式

### 部活動

#### 運動部
野球部(男子)、バスケットボール部(男女)、ソフトテニス部(男女)、バレーボール部(男女)、柔道部(男女)、剣道部(男女)、陸上部（特設）水泳部（特設）、合唱(特設)

#### 文化部
科学部、美術部、吹奏楽部

### 委員会
生徒会執行部、学年委員会（一学年委員会、二学年委員会、三学年委員会）選挙管理委員会、合唱委員会、保健委員会、エコ委員会、応援委員会、生活委員会、図書委員会、JRC委員会、報道委員会

## 教育目標
- 「切磋琢磨し、誠実に生きる生徒を育てる」

学校教育目標の中の「切磋琢磨」と「誠実」の二つのことばは、卒業生の金田一京助が、創立70周年及び80周年の際に、後輩への指針として自ら筆をとって書き残したもの。

## 著名な出身者
- 米内光政 - 連合艦隊司令長官、海軍大臣、第37代内閣総理大臣
- 金田一京助 - 言語学者、民俗学者
- 石川啄木 - 歌人
- 小西喜蔵 - 日本競馬史上初のクラシック三冠達成騎手
- 猪久保吾一 - 元プロ野球選手
- 矢羽々恵匡 - テレビ静岡（元青森放送）アナウンサー
- 田子一民 - 元農林大臣
- 水本雄　 - 伝統的な応援文化である、「大根踊り」の第一人者とされる
- 内舘茂 - 盛岡市長

## アクセス
- JR・IGRいわて銀河鉄道、盛岡駅より
  - バス利用の場合、東口12番のりばより岩手県交通｢314　浅岸線｣に乗車し、｢下の橋町｣下車。徒歩10分。
  - 徒歩15分。